# Övre Flyn (Alanäs socken, Jämtland)
Övre Flyn är en sjö i Strömsunds kommun i Jämtland och ingår i Ångermanälvens huvudavrinningsområde. Sjön har en area på 0,177 kvadratkilometer och ligger 399,5 meter över havet.

## Delavrinningsområde
Övre Flyn ingår i det delavrinningsområde (714202-146165) som SMHI kallar för Inloppet i Nedre Flyn. Medelhöjden är 554 meter över havet och ytan är 15,1 kvadratkilometer. Det finns inga avrinningsområden uppströms utan avrinningsområdet är högsta punkten. Vattendraget som avvattnar avrinningsområdet har biflödesordning 4, vilket innebär att vattnet flödar genom totalt 4 vattendrag innan det når havet efter 265 kilometer. Avrinningsområdet består mestadels av skog (94 procent). Avrinningsområdet har 0,23 kvadratkilometer vattenytor vilket ger det en sjöprocent på 1,5 procent.